# Universo ao meu redor
Universo ao meu redor è un album della cantante brasiliana Marisa Monte, pubblicato nel 2006.

## Descrizione
Nel 2006, dopo il clamoroso successo internazionale di Tribalistas (il progetto discografico realizzato con gli amici Arnaldo Antunes e Carlinhos Brown), seguito da 4 anni di assenza dalle scene, e dopo la nascita del suo primo figlio, Marisa Monte pubblicò due nuovi album in contemporanea. Due dischi diversi, anche nella grafica di copertina, e nello stesso tempo complementari, soprattutto nelle scelte musicali e nei testi.
Nel primo, Infinito particular, la cantante di Rio de Janeiro continua la sua esplorazione nel pop d'autore, una sorta di seguito della fortunata esperienza dei Tribalistas.
Il secondo album, Universo ao meu redor, è invece un omaggio al samba e alla tradizione musicale del Brasile. Marisa, dopo una lunga carriera di interprete pop raffinata, aveva iniziato alla fine degli anni novanta a esplorare la musica più popolare della sua città. Quasi un dovere per una carioca come lei, figlia del direttore della scuola di samba di Portela a Rio.
Marisa Monte, come produttrice, aveva già contribuito nel 1999 alla realizzazione del disco Tudo azul con un gruppo di musicisti vetarani del suo quartiere e della sua scuola di samba, sotto la denominazione Velha Guarda da Portela (la vecchia guardia di Portela). Nel 2002 poi aveva collaborato col sambista Paulinho da Viola, interpretando alcuni classici choro (come Carinhoso di Pixinguinha) nel film/documentario Meu tempo é hoje.
Il disco è il risultato della frequentazione con alcuni grandi nomi della musica tradizionale e del samba, come Monarco, Dona Yvonne Lara e lo stesso Paulinho da Viola. In Universo ao meu redor Marisa recupera alcune canzoni tradizionali mai prima registrate, vive solo grazie alla tradizione orale dei morros di Rio de Janeiro (le colline intorno alla città che ospitano le più antiche favelas). Un repertorio che parte dagli anni quaranta con brani come Meu canário di Jayme Silva (scritta nel 1950 dall'autore di  O pato, cavallo di battaglia di João Gilberto), Lágrimas e tormentos  di Argemiro Patrocínio (un altro "veterano" riscoperto da Marisa Monte nel 2002), Perdoa, meu amor di Casemiro Vieira (uno dei Velha Guarda da Portela) e si conclude, dopo tredici samba, con un atipico walzer, Pétalas esquecidas scritta nel 1945 dalla sambista Dona Yvonne Lara e da Teresa Batista.
Accanto a queste, canzoni nuove che denotano la familiarità di Marisa Monte con il samba che, anche se non è mai stato il suo genere principale, la cantante conosce perfettamente come parte della sua formazione personale (non manca mai di partecipare, con la scuola di Portela, alla grande sfilata del carnevale). In questi pezzi Marisa si è fatta in gran parte aiutare dagli amici di sempre Arnaldo Antunes e Carlinhos Brown.
Nel disco compaiono anche una canzone scritta dall'amica Adriana Calcanhotto (Vai saber?), presente con una sua composizione anche in Infinito particular, una del novo baiano Moraes Moreira e brani scritti con l'aiuto di Cézar Mendes (Quatro paredes e Cantinho escondido) e di David Byrne, nell'unico brano in lingua inglese, Statue of Liberty. Immancabile un pezzo di Paulinho da Viola, Para mais ninguém.
Con Infinito particular l'album condivide in gran parte le atmosfere rarefatte e minimali, ottenute grazie all'utilizzo di strumenti quali il violoncello, il flauto, la chitarra e tutto il repertorio delle percussioni brasiliane. In più, in Universo ao meu redor è forte la presenza del cavaquinho, una chitarrina simile all'ukulele suonato da Paulinho da Viola e da Marisa Monte stessa. Un disco samba atipico che, come dice la stessa cantante, «non è samba, ma di atmosfera samba».
Diverso invece il produttore al fianco di Marisa, Mario Caldato, conosciuto per il suo lavoro con i Beastie Boys e con Beck, che è riuscito a dare un suono decisamente moderno e attuale a canzoni dal sapore antico, per di più suonate con strumenti acustici.
Con il gruppo di musicisti con cui ha inciso Infinito particular e Universo ao meu redor, Marisa Monte ha intrapreso tra il 2006 e il 2007 un lunghissimo tour mondiale intitolato, proprio per sottolineare la complementarità dei due dischi, Universo particular.

## Tracce
1. Universo ao meu redor - (Arnaldo Antunes/Carlinhos Brown/Marisa Monte) - 3:11
2. O Bonde do Dom - (Arnaldo Antunes/Carlinhos Brown/Marisa Monte) - 4:03
3. Meu canário - (Jayme Silva) - 3:13
4. Três letrinhas - (Moraes Moreira/Galvão) - 4:10
5. Quatro paredes - (Arnaldo Antunes/Cézar Mendes/Marisa Monte) - 3:14
6. Perdoa, meu amor - (Casemiro Vieira) - 3:05
7. Cantinho escondido - (Arnaldo Antunes/Carlinhos Brown/Cézar Mendes/Marisa Monte) - 3:50
8. Statue of Liberty - (David Byrne/Marisa Monte/Fernandinho Beat Box) - 1:13
9. A alma e a matéria - (Arnaldo Antunes/Carlinhos Brown/Marisa Monte) - 3:29
10. Lágrimas e tormentos - (Argemiro Patrocínio) - 4:31
11. Satisfeito - (Arnaldo Antunes/Carlinhos Brown/Marisa Monte) - 3:09
12. Para mais ninguém - (Paulinho da Viola) - 3:16
13. Vai saber? - (Adriana Calcanhotto) - 4:00
14. Pétalas esquecidas - (Dona Yvonne Lara/Teresa Batista) - 2:33

## Formazione
- Marisa Monte - voce, ukulele, chitarra elettrica, glockenspiel, percussioni, kalimba
- Paulinho da Viola - chitarra classica, cavaquinho
- Cézar Mendez - chitarra classica
- Dadi - chitarra classica, chitarra elettrica, piano elettrico, basso, contrabbasso, pianoforte, tastiere, steel guitar, dobro, reco-reco, cavaquinho
- Pedro Baby - cavaquinho, sitar, chitarra classica
- Mauro Diniz - cavaquinho
- Waldmir Gasper - tastiere, beatbox
- Pupilo - batteria
- Marcelo Costa - surdo, ganzá, piatti, tamborim, moringa
- Marçal - tamborim, surdo, spazzole, piatti
- Guilherme Calicchio - fischietto
- Monarco - tamborim
- Casquinha - reco-reco
- Juliano Barbosa - fagotto
- Lúcia Morelenbaum - clarinetto
- Edu Morelenbaum - clarinetto basso
- Jaques Morelenbaum - violoncello
- Nicolas Krassik - violino
- Eliezer Rodrigues - tuba
- Carlos Malta - flauto
- Cristina Braga - arpa
- Fernandinho Beat Box - beatbox
- Pamelia Kustin - theremin
- Mario C. - steel guitar
- Caseimiro Vieira - cuíca
- Andreas Levi - chitarra acustica (#8)
- Jota Moraes - vibrafono
- Ivan Hasrerden - pianoforte
- Daniel Jobim - piano elettrico, pianoforte
- David Byrne - voce (#8)